# Années 160
Les années 160 couvrent la période de 160 à 169.

## Événements
- 161-180 : règne de Marc Aurèle, empereur romain ; Lucius Verus est associé à l'empire (161-169)[1].
- 161-166 : guerre des Parthes[2].
- 165-190 : peste antonine, probablement une épidémie de variole qui aurait réduit la population d'environ 10 %[3].
- 166/167-180 : guerres marcomanes[2].

- Vers 160-240 : royaume de Hatra en Mésopotamie[4].

- Arrivée des premiers moines bouddhistes en Chine[5].
- Le gnostique Ptolémée (en), disciple de Valentin suggère dans sa Lettre à Flora que la loi mosaïque contient des passages inauthentiques. Il distingue trois parties : la première venant de la révélation divine, la seconde de Moïse, et la troisième, consistant en traditions transmises par les anciens docteurs juifs. Il précise que l’enseignement du Christ permet de discerner le vrais du faux dans cette législation[6].

## Personnages significatifs
- Avidius Cassius
- Galien
- Claudius Pompeianus
- Lucien de Samosate
- Lucius Verus
- Marc Aurèle
- Ptolémée
- Sohaemus d'Arménie
- Sôter (pape)
- Tatien le Syrien